# Pomnik Bohaterów na Cytadeli w Poznaniu
Pomnik Bohaterów – pomnik w formie wysokiego obelisku, zlokalizowany na południowym stoku Cytadeli w Poznaniu, upamiętniający żołnierzy Armii Czerwonej poległych w walkach o Poznań w 1945 roku.

## Charakterystyka
Obiekt, stanowiący dominantę zespołu cmentarnego poznańskiej Cytadeli, ma 23 metry wysokości. Zrealizowany według projektu Stanisława Pogórskiego i Tadeusza Płończaka we wrześniu 1945, przy współudziale żołnierzy radzieckich. Pod obelisk podprowadza szeroko zakrojona kompozycja, której głównym elementem są szerokie schody od ul. Armii Poznań, na których początku (na flankach) stoją cztery haubice rosyjskie, kalibru 152,4 mm. Dół obelisku zdobią socrealistyczne płaskorzeźby militarne Bazylego Wojtowicza i Czesława Woźniaka.
Dawniej na wierzchołku pomnika znajdowała się podświetlona 1,5-metrowa czerwona gwiazda. W 1989 prezydent Poznania Andrzej Wituski otrzymywał anonimy, z groźbami wysadzenia obelisku, jeśli nie będzie ona zdjęta. W 1990 sowiecki symbol został samowolnie zdemontowany przez strażaków (prawdopodobnie z ul. Masztalarskiej) i przechowany do czasu przekazania w zbiory Muzeum Historii Miasta Poznania w grudniu 2010. W 1997, zażegnując aferę dyplomatyczną, miasto wiesza w połowie wysokości obelisku gwiazdę odlaną z brązu.
W walkach o Poznań zginęło około 10 000 żołnierzy Armii Czerwonej, z czego 5829 pochowanych jest na cmentarzu wokół pomnika (reszta na cmentarzu miłostowskim).

## Historia budowy
Konkurs architektoniczny na kształt pomnika został ogłoszony 4 sierpnia 1945 r., a rozstrzygnięty 18 sierpnia 1945 r. Pierwsza nagroda nie została przyznana; natomiast przyznano dwie nagrody drugie - otrzymały je propozycja Tadeusza Płończaka i Stanisława Pogórskiego oraz propozycja kapitana Michała Buławiencewa. Trzecią nagrodę otrzymała praca Jana Cieślińskiego i Bazylego Wojtowicza. 43 prace, które wpłynęły na konkurs, były eksponowane w gmachu Muzeum Wielkopolskiego począwszy od 1 września 1945. 20 września 1945 Komitet Obywatelski Budowy Pomnika Bohaterów dokonał wyboru Komitetu Wykonawczego. Na jego czele stanął rektor UAM Stefan Dąbrowski, a członkami byli m.in. Tadeusz Nowak, Jan Cieśliński, Jan Izydorczyk, Stanisław Idzior, Jan Janasek, ks. Stanisław Miziołek i Edmund Pszczółkowski. Komitet zbierał datki na budowę, a także organizował ochotników do pomocy brygadom radzieckim (kierownikiem technicznym budowy był kpt. Iwan Kamujkow), budującym monument (m.in. zatrudniono tu pracowników Cegielskiego, tramwajarzy, kolejarzy, studentów, pocztowców i członków ZWM). Entuzjazm dla budowy nie był zbyt wysoki, w związku z czym już 22 października 1945 Rada Miejska wezwała wszystkich mężczyzn z miasta w wieku od 18 do 60 lat do bezpłatnego udziału w budowie lub zapłacenia ekwiwalentu w wysokości 50 złotych. Kierownictwo budowy mieściło się przy ul. Pułaskiego 17. Uroczystość odsłonięcia monumentu odbyła się 18 listopada 1945. Po odegraniu hymnów polskiego i radzieckiego wstęgę przeciął pułkownik Gienadij Woronow, przedstawiciel generała Wasilija Czujkowa. Przemawiali też pułkownik gwardii Władimir Szmigiel (komendant garnizonu), wojewoda Feliks Widy-Wirski, prezydent Stanisław Sroka i rektor UAM Stefan Tytus Dąbrowski. Wystrzelono także salwę z armat. Po odsłonięciu odbyła się defilada piechoty i kawalerii radzieckiej, kompanii Wojska Polskiego, Milicji Obywatelskiej, strażaków i Cytadelowców. Rosjanie zaciągnęli wartę honorową.